# الیو امبا
الیو امبا (به لاتین: Aliyu Amba) یک منطقهٔ مسکونی در اتیوپی است که در Semien Shewa Zone واقع شده‌است.

## خصوصیات
الیو امبا ۲٬۸۷۳ نفر جمعیت دارد و ۱٬۸۰۵ متر بالاتر از سطح دریا واقع شده‌است.